# Kerokero Ace
Kerokero Ace (ケロケロエース Kerokero Ēsu?) fue una revista de publicación mensual japonesa de manga del género shōnen publicada por la editorial Kadokawa Shoten. La revista está dirigida principalmente para niños entre nueve y trece años y está centrada en mangas como Sargento Keroro y otras obras promovidas por Bandai, como Gundam.
A menudo, la revista incluye regalos para aumentarle el interés a los niños; estos regalos generalmente, son cómics exclusivos o coleccionables. Debido a su función de promover proyectos de Bandai, el título de la revista está vinculado a otras, como Hobby Japan, Dengeki Hobby y la edición especial de Gundam Ace.